# 인조 (조선)
인조(仁祖, 1595년 12월 7일(음력 11월 7일) ~ 1649년 6월 17일(음력 5월 8일))는 조선의 제16대 국왕(재위: 1623년 ~ 1649년)이다. 이름은 종(倧), 본관은 전주, 자는 천윤(天胤), 화백(和伯), 호는 송창(松窓)이다.

## 개요
선조(宣祖)의 다섯째 아들인 정원군(定遠君)의 장남이다. 서인과 남인의 협력으로 반정을 일으켜 이복 백부인 광해군을 폐위시키고 즉위하였으며, 아버지 정원군을 정원대원군으로 추숭하였다가 이후 원종(元宗)으로 추존하였다.
즉위 이후 이괄의 난과 정묘호란 등 내우외환을 겪었으며, 명나라와 후금(청나라) 사이에서 친명 배금정책을 취하여 청나라의 침입을 받고 남한산성에서 농성하였으나 40여일만에 항복하였다. 이후 건국 이래 지속되어온 명나라와의 외교관계를 청산하였다.
이밖에도 전쟁과 기근 등 인적, 물적 자원의 막대한 피해를 입었으며 전쟁 포로와 공녀 등이 사회문제가 되었다.
재위기에 강원도에서 대동법이 실시되었으며, 세종 때의 전분 6등법과 연분 9등법을 수정한 영정법을 법제화하여 풍흉에 관계 없이 전세를 토지 1결당 4두로 고정해 징수하였다.

## 생애

#### 출생

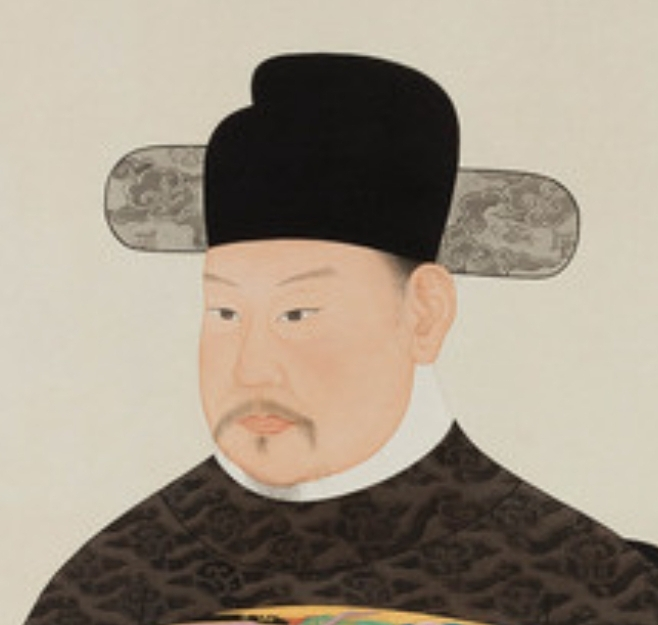
정원군(定遠君, 1580-1619)
----선조의 다섯째 아들이며 인조의 아버지이다. 인조에 의해 원종(元宗)으로 추존되었다.

1595년 12월 7일(음력 11월 7일) 임진왜란 중에 선조의 다섯째 서자인 정원군과 의정부좌찬성을 지낸 구사맹(具思孟)의 딸 군부인 구씨사이에서 장남으로 조선 황해도 해주부(海州府) 관사에서 태어났다. 그가 해주에서 태어나게 된 이유는 당시는 임진왜란 난중으로 전란이 계속되어 왕자 제궁(王子諸宮)이 모두 해주에 머물러 있었기 때문이다. 실록 즉위일 기록에 의하면 그가 탄강할 때 붉은 광채가 빛나고 이상한 향내가 진동하였으며, 그 외모가 비범하고 오른쪽 넓적다리에 검은 점이 무수히 많았다고 한다. 첫 이름은 천윤(天胤)으로 정해졌다.
황해도 해주부 몽진 관사에서 출생하여 지난날 한때 황해도 개성에서 잠시 유아기를 보낸 적이 있기도 하였으며 그 후 한성부 정원군 사저에서 성장한 그의 이름은 이종(李倧)이고 본관은 전주(全州)이며 자는 천윤(天胤), 화백(和伯)이라 하였으며 호는 송창(松窓)이었다. 그의 자(字, 본이름 대신 부르던 이름) 중 천윤(天胤)이라는 자는 당시 국왕이었던 그의 할아버지 선조가 종(倧)이라는 이름과 함께 친히 직접 지어준 것이다. 나중에 광해군이 누군가에게 이 말을 듣고, “어찌 이름지을 만한 뜻이 없어서 반드시 이것으로 이름지어야 하겠는가.”라고 하면서 언짢아했다 한다. 할아버지 선조에게는 여러 아들들이 있었으나 그 중 정원군이 일찍 결혼하여 얻은  서손자였다. 선조는 그 자신이 방계출신에 서출인 탓에  손자인 그가 서손(서자 정원군의 아들)이었음에도 특별히 불러다 왕궁에서 기르며 총애하였다.
능양군은 태어나면서 모습이 범상하지 않고 오른쪽 넓적다리에 사마귀가 많이 있었는데, 이듬해 봄에 할아버지 선조가 이를 보고 기이하게 여기며, '이것은 한 고조(漢高祖)와 같은 상(相)이니 누설하지 말라.'고 했다 한다. 그러나 선조의 이와 같은 말은 곧 누설되었고, 정원군의 집에 왕기가 성하다, 인빈의 묘자리가 좋다는 등의 소문과 함께 퍼지면서 훗날 그의 친동생 능창군 전이 사형당하는 빌미를 제공한다.

#### 유년기
2, 3세가 지나서는 사저에서 자라지 않고 할아버지 선조의 배려로 곧 궁중에서 자랐는데, 의인왕후는 그를 귀여워하였다. 그는 장난을 좋아하지 않고 우스갯말이 적어 이 때문에 사랑이 날로 융성해져 다른 왕자들이 비교되지 못하였고, 특히 할머니뻘인 의인왕후는 사랑하고 귀엽게 여겼다고 한다. 5, 6세가 되어서는 선조가 직접 그를 품안에 두고 가르치며 번거롭게 여기지 않았는데, 일찍부터 글자를 해독하고 말귀를 알아듣자 선조가 더욱 기특하게 여겼다. 선조는 그의 외삼촌이기도 한 능해군 구성(綾海君 具宬)을 왕손사부로 삼아 어린 능양군의 교육을 담당하게 하였다. 어느정도 자란 뒤에도 그는 스스로 글읽기를 힘쓰고, 왕손이라는 지위를 내세우지 않았으며 내외척 사이에서 귀한 체한 적이 없었다.
1601년(선조 34년) 능양수(綾陽守)에 첫 책봉되었으며 1604년(선조 37년) 임진왜란 당시 관료와 의병장, 장수들을 포상할 때 그를 특별히 선무원종공신 1등(宣武原從功臣一等)에 넣어 책록되었고, 1608년(광해군 즉위) 유영경의 옥사 직후 정운원종공신 1등(定運功臣一等)에 책록되었다. 이몽학의 난 진압에 참여한 관원들을 청난공신(淸難功臣)에 녹훈할 때는 청난원종공신 1등(淸難原從功臣一等)에 각각 녹훈되었다. 해당 원종공신록은 즉위하면서 소각되었지만 누군가 해당 훈작을 보고 작성한 어휘원종공신첩(御諱原從功臣帖)이 현대까지 전해져 한국학중앙연구원에서 소장하고 있다.
1607년(선조 40년) 능양도정(綾陽都正)에 봉해졌다가 이어 능양군에 봉해졌다. 할아버지 선조가 별세하면서 정원군 일가는 경희궁으로 나와 살았고, 부모를 따라 경희궁으로 갔다.

### 청년기

#### 신경희의 옥사
1610년(광해군 2)에 영돈녕부사 서평부원군으로 사후 의정부영의정에 추증된 청주 한씨 한준겸의 딸과 가례를 올렸다. 자기보다 1년 연상인 한씨는 1594년(선조 27) 7월 1일 원주 읍내 사제에서 태어났다. 가례를 행하고 청성현부인(淸城縣夫人)에 봉하여졌는데, 선조가 일찍이 왕자 부인으로 뽑았다가 낙방하였으나 관상을 보고 귀하게 될 것을 안 선조가 그대로 다시 능양군을 위하여 배필로 간택하였다고 한다. 한씨와 가례를 올린 뒤 경행방 향교동 사저로 분가하고 1612년(광해군 4) 18세 때 장자인 소현세자를 낳았다.
1613년(광해군 5) 임해군의 옥사 직후 익사원종공신 1등에 책록되었다. 1615년(광해군 7) '신경희의 옥사'가 일어나자 둘째 아우인 능창군이 죽임을 당하였다. 능창군은 일찍이 인빈 김씨 소생 왕자들 중 선조의 총애를 받아 세자 물망에 올랐던 신성군이 일찍 죽자 정원군에 의해 그의 양자로 들어갔었는데, 당시 17살이던 능창군은 수안군수 신경희 등이 획책하는 모반에 추대되었다 하여 유배되었다가 사사되었다. 이 무렵 정원군의 집에 왕기가 성하다, 인빈의 묘자리가 좋다, 정원군의 집터가 좋다 등의 소문이 돌았고, 광해군은 이를 신경희의 옥사 직후 능창군이 사전에 왕위에 뜻을 두었다는 것으로 해석되었다.

#### 반정 직전
능창군이 사사되자 아버지 정원군은 화병을 얻어 몸져누웠고, 술도 좋아했던 정원군은 1619년(광해군 11) 결국 세상을 떠났다. 이때 능양군은 빈소에서 곡을 하며 복수를 다짐했다고 한다. 집안의 풍비박산을 초래한 이 사건은 반정의 원인이 되었을 것이다.
1620년(광해군 12) 무인 이서, 신경진, 김류와 그의 외척인 구굉, 구인후 등이 반정을 모의하고 능양군을 추대할 계책을 결정하였다. 능양군은 이들과 비밀리에 만나며 정변을 모의하였고 서인과 남인계 인사들의 지지와 자문을 구하였다. 반정을 감행하기까지에는 우여곡절이 있었다. 1622년 가을 정변 계획이 누설되어, 평산부사 이귀·신경진 등이 거사를 계획한다 하여 대간이 이귀를 잡아다 문초할 것을 청하였다. 동년 겨울에는 이귀·김자점 등이 유폐된 서궁(西宮, 인목왕후를 일컬음)을 비호한다는 소문이 떠돌기도 했다.

#### 반정과 즉위
1623년 4월 11일(광해군 15년 음력 3월 12일) 서인의 김류·이귀·이괄·최명길 등이 일으킨 정변을 준비하고 그해 4월 12일(음력 3월 13일) 새벽 군사를 이끌고 궁궐에 진입, 반정군에 힙입어 왕위에 올랐다. 즉위 직후 반정의 명분을 확립하여 정통성을 다지는 동시에 서인계를 중심으로 정부를 재구성하고 왕권을 안정시키는 작업을 폈다. 반정의 명분은 광해군 정권의 부도덕성과 실정에서 구했다.
반정의 명분인 광해군의 부도덕성과 실정의 근거자료가 작성된 광해군 실록과 둘째 아들인 효종 시대에 작성한 실록이 그 근거이므로  자신의 역모를 정당화하기 위해 있지도 않은 광해군의 부도덕성과 실정을 만들어냈을 가능성이 농후할 수 있으나 광해군일기는 정초본과 중초본, 정초본은 역사적 사료 즉 사초이며 중초본은 사초를 엮어서 만든 완성본이기 때문에 그들이 광해군의 행적을 왜곡했더라면 당연히 사초를 남기지 않고 없애야 마땅하므로 광해군일기는 그만큼 신뢰성이 높다. 한편  반정의 주요 명분 중의 하나는 광해군의 인목왕후 폐모론이었다. 반정 후 형식적으로 인목왕후를 복귀시킨 뒤 그녀의 교서를 받아 즉위하는 형식을 취하였으나 즉위 이후 그녀에 대한 예우는 소홀하였다.

### 재위기간 중

#### 즉위 초기
즉위 직후 광해군이 인목왕후를 유폐하고, 영창대군, 임해군을 죽인 것과 후금과 우호적인 관계를 맺은 일을 문제삼아 반정을 합리화시켰다. 또한 광해군을 폐위시켜 강화도로 유배보내고, 광해군대의 정국을 주도했던 대북파의 이이첨·정인홍 등 수십 명을 처형했다. 조선시대 고관대작들을 수십 명을 처형한 기록은 연산군 때의 사화 등에서도 존재하지 않으며 조선시대의 왕이 즉위 직후에 수십 명의 고관대작들을 처형한 기록은 인조가 유일하다.
반면 반정에 공을 세운 33명은 3등급으로 나누어 정사공신(靖社功臣)에 봉하고 관직을 내렸다. 이와 함께 광해군대의 정치를 비판, 자진해서 물러났거나 대북계로부터 축출당했던 서인·남인의 사림들을 중앙 정계로 불러들였다. 서인계의 정엽·오윤겸·이정구·김상헌 등과 남인계의 이원익·정경세·이수광 등이 그들이었다.

#### 북인 숙청과 이괄의 난
즉위 초기인 1623년 7월 기자헌·유몽인 등 북인계 인사들을 역모로 몰아 숙청, 하옥하였으며, 동년 10월에는 흥안군을 왕으로 추대하고자 하는 황현·이유림 등의 역모가 있었다. 특히 1624년에는 반정공신이던 이괄이 불만을 품고 반란을 일으켜, 흥안군을 추대, 그는 공주까지 피난할 정도의 위기에 처하기도 했다(→ 이괄의 난). 이괄은 반정에 대한 논공행상에서 도감대장 이수일이 내응의 공이 있다 하여 공조판서로 중용된 데 비해, 자신은 2등으로 평가받고 도원수 장만 휘하의 부원수 겸 평안병사로 임명된 것에 불만을 품고 반란을 일으킨 것이다.
1624년 이괄의 난 이후 피난가던 인조는 전 영의정 기자헌, 유몽인 등 옥에 갇힌 북인계 인사 40명을 전격 처형했다.
인조는 이러한 반왕권 움직임을 효과적으로 제어함으로써 비정통적인 방법에 의해 승계한 왕위를 유지할 수 있었다. 그러나 강력한 왕권을 세워 신료를 장악하거나 독자적으로 정국을 운영하는 데는 많은 한계가 있었다. 특히 서인세력은 반정 이후 정국을 주도하고, 남인의 정계 진출을 견제하여 인조의 왕권행사를 제약했다.
인조 반정 공신 세력이 정국을 장악하면서 공신 세력의 과도한 세력 강화에 위협을 느낀 그는 공신세력을 견제하기 위하여 신독재 김집과 송준길, 송시열로 대표되는 산림 세력을 중용한다.

#### 서인 세력 견제
인조 반정에 공을 세운 서인 세력은 수시로 자신들이 공을 세워서 인조가 즉위할 수 있었음을 공석과 사석을 가리지 않고 발언하였다. 서인 공신 세력의 이같은 행위에 분노하면서도 힘을 쓸 수 없었던 그는 김집, 송준길, 송시열 등의 산림 학자들과 김육 등 비공신 계열 서인 세력을 기용하여 서인 공신 세력들을 견제하기 시작한다. 또한 반정 초기 왕족 출신 남인계 정승인 이원익을 영의정으로 기용한 것을 비롯, 남인 계열의 정치참여를 확대시켜 이들을 통해 서인 공신 세력을 견제한다.
서인들은 이괄의 난이 진압되면서부터 계속하여 율곡 이이와 우계 성혼을 성균관 문묘에 종사할 것을 건의한다. 남인계 성균관유생들은 이이가 입산하여 불교승려가 되었다는 것과 성혼은 임진왜란 당시 선조의 가마를 보고도 호종하지 않았다며 비난하는 소를 올렸고, 서인의 이념이 국시가 되는 것을 못마땅히 여긴 인조는 이이와 성혼의 의혹들을 언급하며 문묘 종사를 거절하였다. 이후 병자호란과 정묘호란으로 이이와 성혼의 문묘 종사 여론은 일시적으로 중단된다.

#### 정원군 추숭 여론

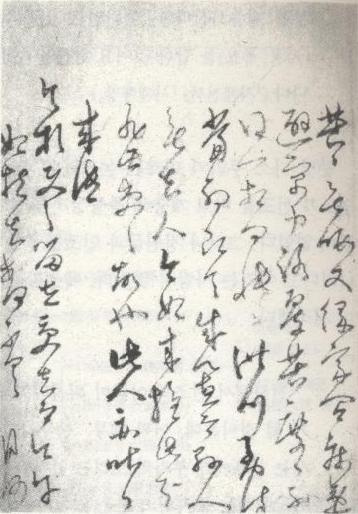
원종 추존의 당위성을 주장한 이정구의 서간 (1630년대)

능양군이 즉위하면서 아버지 정원군은 대원군으로 추존하여 정원대원군이 되었다. 그러나 능야군은 생부 정원군을 왕으로 추존하려 하였고, 정치적 기반이 부족한 능양군 반정의 반정공신들 또한 선조-정원군-능양군으로 이어지는 가계도를 구성하여 자연스러운 계승 순서와 능양군의 정통성 강화를 꾀하였다.
그러나 서인계 성리학 예학자인 김장생, 김집과 송시열과 남인계 허목 등은 인조가 선조의 후사를 계승하였으므로, 선조를 아버지라 하고 정원군은 황숙부나 황백부로 불러야 된다고 고집하였다. 능양군 반정 공신인 이귀, 이정구 등을 중심으로 정원군의 추존 작업을 추진하였고, 중론을 듣는 것처럼 여론을 각색한 후 정원군을 왕으로 추존하여 원종이라 하였다.
그러나 성리학자들의 반발은 계속되어 정원군의 추존에 반대하여 김장생, 김집 등은 사퇴, 낙향하였고, 허목은 이를 비판하다가 불이익을 받고 관직 임용이 금지당하기도 했다.

##### 정묘호란
능양군 정권은 광해군의 중립외교와는 다르게 친명정책을 펼쳐 청의 반발을 샀다. 이러한 때에 1623년 능양군 반정의 논공행상에 불만을 품은 이괄의 난이 일어났다. 결국 진압은 되었지만, 이괄과 함께 난을 일으킨 한명련의 아들, 한윤이 후금으로 도망가 정묘호란의 명분이 되기도 했다. 1626년 영원성 전투에서 청나라가 패배하고 누르하치가 사망하자, 후방 안정의 필요성을 강하게 인식하게 된다.
이무렵 선양(瀋陽)으로 수도를 옮기고 태종이 왕위를 계승하는 등 국세가 날로 강대해지고 있었던 후금은 후방 안정을 꾀하고 악화된 경제를 살리기 위해, 1627년 군사 3만 명을 이끌고 침략했다.
이괄의 난이 진압된 뒤 이괄의 잔당 중 한명윤의 아들, 한윤과 한택은 후금으로 도망하여, 거기서 광해군의 폐위와 능양군 즉위의 부당성을 호소하고, 또 조선의 병력이 약하며 모문룡의 군사가 오합(烏合)임을 말하여 속히 조선을 칠 것을 종용하였다. 명나라와의 교전으로 인한 경제단교(經濟斷交)로 심한 물자 부족에 처하여 있던 후금 태종에게, 이괄 잔당의 이러한 종용은 더욱 조선 침입의 결의를 촉진시켰다.
1627년 1월 14일 능양군 5년에 후금 홍타이지는 버일러(beile, 貝勒 : 만주·몽골의 부족장) 아민(Amin, 阿敏)에게 군사 3만 명을 주어 조선을 침입케 했다.

##### 정묘화약
후금군의 일부는 가도의 모문룡을 치고, 주력 부대 3만 명은 1월 16일 의주를 돌파하고 파죽지세로 남하하여 1월 21일에는 능한산성을 함락시켰으며, 1월 24일에는 평양을 함락하였다. 인조는 부랴부랴 1월 25일 강화도로 피신을 하였다. 안주성에서 남이흥, 양진국, 장돈, 김언수, 함응수, 김준, 김양언, 송덕영을 전사시키고 평양을 거쳐 1월 25일에는 황주에 이르렀다. 이에 소현세자는 전주로 피난가고, 인조 이하 조정의 신하들은 강화도로 피난하였다.
의주를 거쳐 평산까지 함락되자 조정은 강화도로 천도했으며, 최명길의 강화 주장을 받아들여 양국의 대표가 회맹(會盟), 형제의 의를 약속하는 정묘화약(丁卯和約)을 맺었다.
1628년 네덜란드선박이 난파되어 제주도에 네덜란드 사람 얀 얀스 벨테브레이(Jan Jansz Weltevree) 등이 표류하였다. 인조는 친히 벨테브레이를 통해 서양 사정을 알게 되었고 그에게 박연이라는 이름을 내려 조선에 정착시켰다. 벨테브레이는 원산 박씨의 시조가 되었다. 벨테브레이의 조선 표류로 조선의 사대부, 지식인들은 고려시대 벽란도와 예성강을 오간 아랍 외에는 막연하던 서구 세계의 존재를 어렴풋이 알게 되었다. 인조는 그에게 들은 화포와 총기를 만들게 하였으나 조선에서는 재료와 기술이 부족하였고 그것이 한계였다.

##### 병자호란

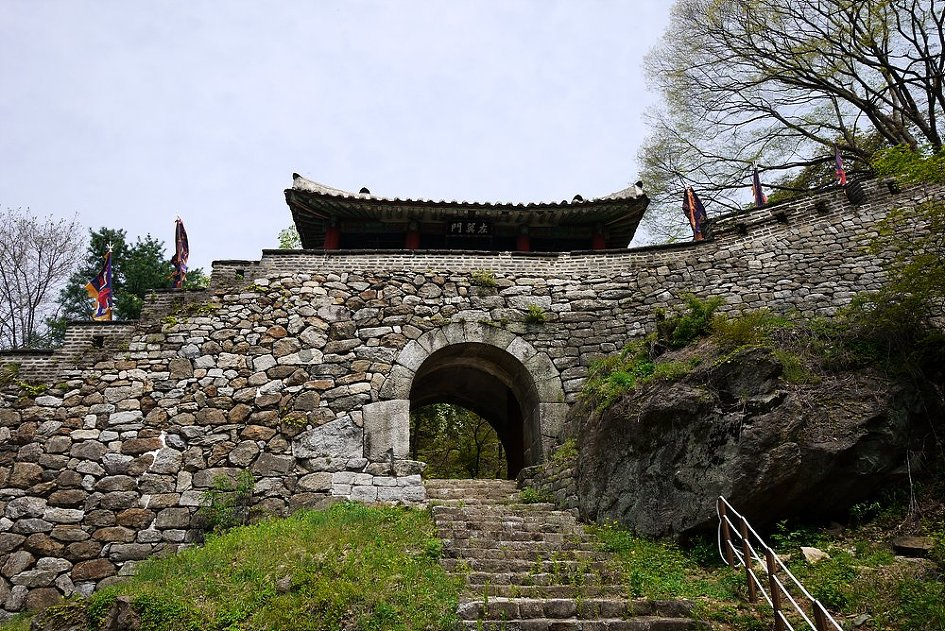
남한산성

1636년 12월 후금은 국호를 ‘청’으로 바꾸었는데 청나라는 조선을 완전히 박살내고 복속시키기 위해 병자호란을 일으켰다.
그러나 조정에서는 이를 막지 못했고 봉림대군·인평대군과 비빈을 강화도로, 인조 본인은 남한산성으로 후퇴하여 항거했다.

##### 능양군의 원병 요청과 전멸
남한산성에 들어간 능양군 각 도에 납서를 보내 근왕군을 불러모았다. 산성을 포위한 청나라 군대를 조선의 군사들이 역포위하면 해볼만 하다고 판단한 것이다. 그러나 근왕병은 오지 않았다. 납서는 작게 쓴 글시를 밀로 뭉쳐 몰래 전하는 비밀편지다.
경기도 원병이 왔으나 청나라 군사에 의해 모두 전멸당했다.
충청도 원병이 헌릉에 도착하여 불화살로 신호를 보내어 서광이 비쳤으나 청나라 군사들의 함성 속에 사라져버렸다. 당황한 충청도 병력은 청나라 병사들과 교전도 제대로 못하고 우왕좌왕하다가 전멸당했다. 강원도 영장 권정길이 이끄는 군사는 검단산에서 그리고 충청감사 정대규가 데리고 온 군사는 험천에서 청나라 군사들의 칼날 앞에 쓰러졌다.
원군이 패퇴했다는 소식을 접한 경상감사 심연은 8000명으로 근왕군을 편성했다. 좌병사 허완, 우병사 민영에게 군사를 주어 남한산성으로 진군하라 명했다. 그러나 선봉부대는 남한산성 동남쪽 40리 지점 쌍령에 이르렀을 때 불당리에 매복하고 있던 청나라군의 공격을 받아 전멸하고 말았다. 본진을 이끌고 여주에 진을 치고 있던 심연은 선봉부대가 패했다는 소식을 듣고 서둘러 군사를 돌려 조령 이남으로 철수했다. 그 후 강원감사 조정호, 함경감사 민성휘, 전라감사 이시방이 군대를 출정시켰지만 그것은 임금을 구하러 오는 것이 아니라 문책을 면하기 위해 오는 척하였던 것이었다. 이후 근왕군이 결성되었다는 소식은 없었다.

##### 기근과 굶주림

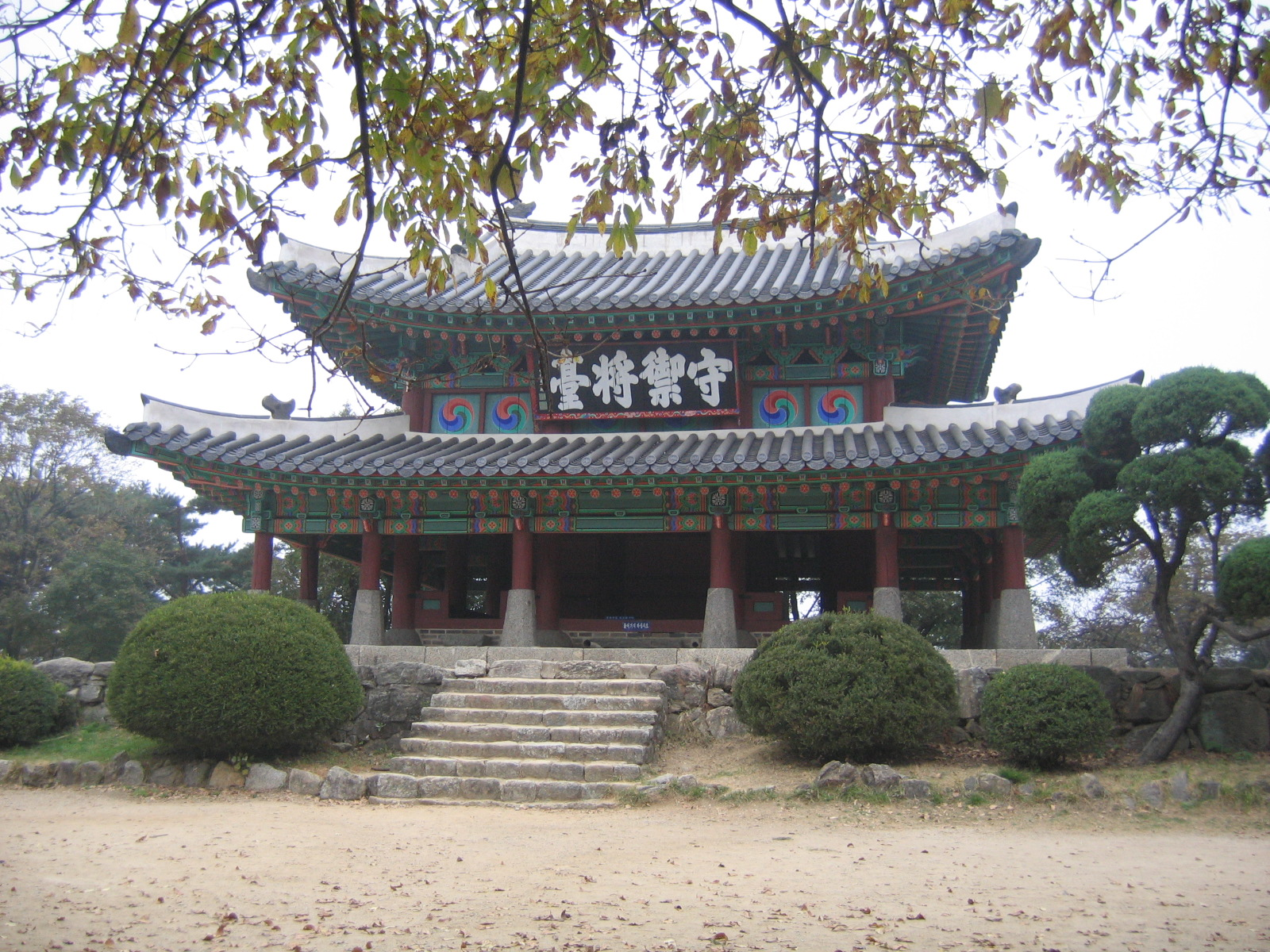
남한산성의 수어장대

조선팔도에는 괴소문이 퍼졌다. 청나라 군사는 바람같이 나타나 귀신같이 사라진다는 소문이었다. 옹성 전술을 구사하는 조선군들에게 만주벌판을 달리며 단련된 팔기군은 공포의 대상이었다.
그러나 능양군은 괴소문은 헛소문일 뿐이라고 선언하고 소문을 확대하는 자들에게는 처벌을 공언하였다. 조선인 병사들의 후퇴에 당황해한 인조는 청나라 군사를 피해 후퇴하는 조선인 병사 몇 명을 처벌하였으나 조선인 병사들의 공포감과 무력감을 없애지는 못했다.
남한산성 성안의 군사들은 추위에 얼었고 식량은 바닥나기 시작했다. 능양군은 죽 한그릇으로 하루 끼니를 이어갔고, 굶주림에 지친 군사들은 말을 잡아먹었다. 설상가상으로 강화도가 함락되었다는 소식까지 날아들었다. 성안에 피신한 백성들은 물론 사대부들과 수종자들도 굶주렸고 기근으로 쓰러져 아사, 동사하는 일도 속출했다.
망월봉에서 천둥벼락 치는 소리가 들렸다. 이어 홍이포의 커다란 포탄이 성안에 떨어졌다. 행궁에 머물던 백관들은 마루 밑으로 기어들어 가기 바빴고 군사들은 혼비백산했다. 215센티미터 포신과 10센티미터의 구경에서 뿜어져 나온 탄환은 천혜의 요새 남한산성 성벽을 무력하게 만들었다. 당시의 홍이포는 현대의 미사일 이상으로 공포의 무기였다. 당황한 인조는 아무런 결정을 내리지 못하고 머뭇거렸다.
치열했던 논쟁도 허무했다. 인조는 대신들을 불러 어떻게 해야할 지를 물었으나 아무도 속시원한 대답을 내놓지 못한다. 옛 제도를 고수하고 의리를 지키자던 김상헌과 대륙에 지각변동이 일어났으니 우리도 변해야 된다는 최명길이 각을 세웠지만 모두가 허사였다. 척화와 주화 논쟁이 불붙었을 때 일찍이 결론을 도출했다면 전쟁의 참화를 막을 수 있었을 텐데 인조에게는 그러한 덕망이 없었다.

##### 항복과 인질

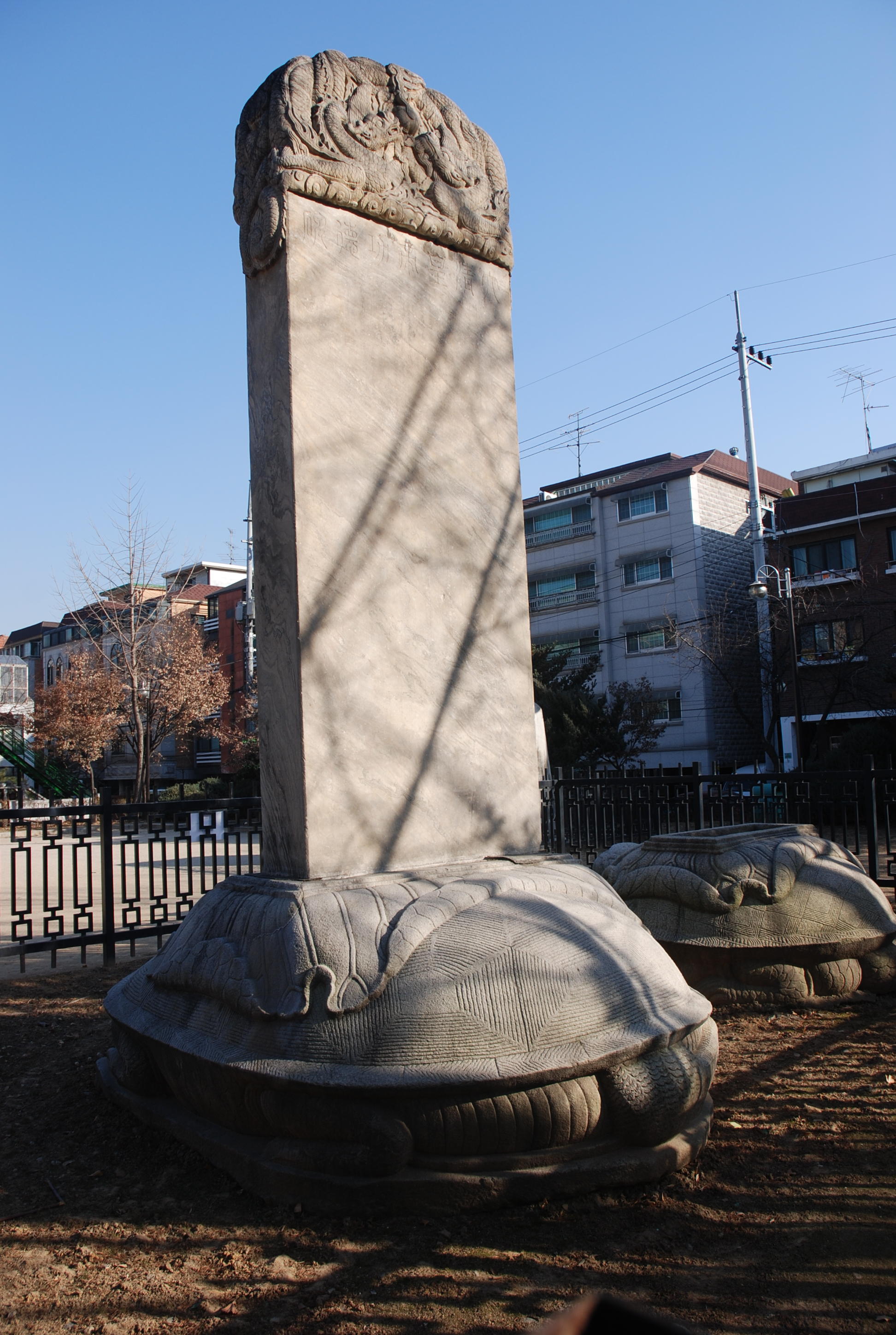
삼전도비

1636년(능양군 14)능양군  청나라 군대를 되돌아가게 하고자 왕자를 청나라에 인질로 보내겠다고 했다. 그러나 진짜 왕자대군이나 왕자군 대신 영양군 이거의 손자 풍해군 이잠의 차남 능봉수 이이(綾峯守 李人+爾)를 능봉군으로 봉하고 왕제라고 속여서 청나라에 보내고 화의를 체결했다. 청나라 군대는 일부 퇴각하였다. 그러나 능봉군을 가짜 왕자로 꾸미고, 형조판서 심집(沈諿)은 재상으로 속여서 심양에 보냈다가 어느 조선인이 이들의 정체를 폭로하여 결국 되돌아왔다. 청나라 군대는 퇴각을 중단하고 계속 조선 왕에게 항복을 권고했다.
결국 59일간을 버티던 능양군은 항복을 결심했다. 그러나 능양군은 항복이라는 표현을 쓰고 싶지 않아 스스로 하성(下城)이라 표현했다. 이후 능양군은 영을 내려 남한산성 하산을 항복이라 하지 않고 하성이라 쓰도록 명했다. 이후 공식 기록에는 정축하성(丁丑下城)이라 쓰였다.
성문을 나선 능양군이 눈밖에 쌓인 비탈길을 내려와 수향단에 좌정한 홍타이지(숭덕제) 앞에 무릎을 꿇었다. 그리고 삼배구고두례를 행했다. 세 번 절 할 때마다 세 번씩 머리를 땅에 찧는 의식이다. 청나라의 입장에선 비교적 관대한 항복의식 이었다.
그들은 처음에는 반합(飯哈)을 요구했다. 반합은 장례를 치를 때 염하는 의식에서 차용한 방법으로 '능양군의 두 손을 묶은 다음 죽은 사람처럼 구슬을 입에 물고 빈 관과 함께 나와 항복하라'는 것이었다. 괴기스럽지만 중국에서는 흔히 쓰이던 항복의식이다. 능양군이 오랑캐에게 무릎꿇고 절하는 모습을 지켜본 백관들과 유신들은 충격을 받았다. 소중화를 자처하며 명나라의 멸망 이후 중화의 도를 계승하였으며, 여진족, 거란족, 왜인, 유구인, 월남인 등을 야만인으로 간주하던 조선의 사대부와 지식인들은 엄청난 정신적 공황과 충격에 사로잡히게 된다.
조정에서는 전쟁 수행 여부를 놓고 김상헌·정온을 중심으로 한 척화파와 최명길 등의 주화파 간의 치열한 논쟁이 전개되었으나, 주화파의 뜻에 따라 항복을 결정하고 삼전도에서 군신의 예를 맺었다. 이와 함께 장남·차남과 척화론자인 삼학사, 즉 홍익한·윤집·오달제를 청나라에 인질로 보냈다.

#### 국방 정책과 경제 정책
능양군은 허약한 왕권을 강화함과 동시에, 친명정책을 추진하면서 생겨난 전란의 위협에 대처하기 위해 군사력 강화책을 활발히 추진했다. 먼저 1623년 호위청을 신설하여 반정을 주도한 세력의 사병을 정규병력으로 변화시켰다.
1624년에는 어영군을 창설했으며 이해 6월에는 기존의 경기군을 정비·강화하여 총융군으로 재편했다. 이와 함께 방어의 거점으로 남한산성을 수축하고 강화도의 군사력을 정비했다. 한편 군역 자원과 재정의 확보를 목적으로 직후부터 호패청을 설치하고 호패법을 시행하여 거의 완성했으나 정묘호란 때 소실되어 이를 통한 군사력 증강은 실패로 돌아갔다.
1627년 정묘호란이 끝난 후, 군사력 강화에 더욱 박차를 가했다. 즉 남한산성의 수비강화를 위해 수어청을 신설하고 어영청과 훈련도감의 인원을 증강함으로써 조선 후기 5군영 체제의 기초를 마련했다. 이같은 군제의 재편과 함께 경제질서의 재건을 위한 정책도 각 방면에서 실시되었다. 이는 왜란과 호란으로 말미암아 파탄 직전에 놓였던 국가재정·농민경제·농업생산력을 되살리기 위한 일련의 조치였다. 광해군 때 경기도에 시험적으로 실시했던 요역과 공물의 전세화(田稅化) 조치인 대동법을 이원익의 건의로 1623년 실시했다. 애초 강원도·전라도·충청도 등 3도에 시행하기로 했으나 1626년에 강원도에만 실시했다. 1634년에는 삼남지방에 양전을 실시하여 전결(田結) 수를 증가시킴으로써 세원을 확대했다. 1629년에는 제주도에 인구의 감소가 특산물의 진상, 군액의 축소 등에 심각한 문제가 된다며 제주 도민이 육지로 나가는 것을 금지하게도 된다.
이와 함께 세종 때 제정되었던 연등구분의 전세법을 폐지하고 전세의 법적인 감하를 주된 내용으로 하는 영정법과 군역의 세납화를 실시했다. 1633년 김육의 주장에 따라 상평청을 설치하여 상평통보를 주조하고 그 유통을 시험했다. 이는 실패로 끝나기는 했으나 효종대 이후 화폐 유통의 기초를 이루었다.
또한 청인과의 민간무역을 공인하여 1637년 북관의 회령(會寧) 및 경원개시, 1647년 압록강의 중강개시가 행해졌다. 개시에는 상고(商賈)의 수, 개시기간, 체류일수, 매매총수 등을 미리 결정하도록 했다.

### 생애 후반

#### 소현세자 일가 숙청
병자호란(丙子胡亂) 이후 청나라에 볼모로 끌려간 소현세자(昭顯世子)는 그곳에서 선교사 아담 샬 등을 통해 서구의 문물을 접하게 되면서 청나라에 대한 시각이 바뀌게 된다. 1644년 11월 석방된 소현세자는 1645년 2월 조선으로 귀국한다. 그러나 백성들로부터 인망이 높은 그가 자신을 왕위에서 쫓아낼 것을 두려워한 인조는 그를 제거할 계획을 세운다.
인조의 총애를 받던 후궁 소용 조씨(후일의 귀인 조씨)와 김자점 일파는 소현세자를 공격했고, 1645년 그를 독살하였다. 소현세자가 죽은 뒤에는 그 아내인 민회빈 강씨가 세자를 독살하고 소용 조씨를 저주했다는 소문을 이유로 민회빈과 그녀의 친족들을 죽이고, 소현세자의 세 아들은 제주도로 유배보낸다. 이후 유배간 세 아들 중 장남 경선군(慶善君)과 차남 경완군(慶完君)은 제주도에서 죽고 막내 경안군(慶安君)만이 살아남는다.
경선군과 경완군이 제주도에서 죽자, 세인의 비난 여론을 무마하고자 인조는 손자들이 유배될 때 따라가 그 시중을 들던 나인들을 잡아다가 문초, 장살하는 것으로 여론을 무마시키려 했다. 그러나 인조가 손자들을 죽게 했다는 소문은 사라지지 않고 계속 퍼졌다.

#### 전란 이후

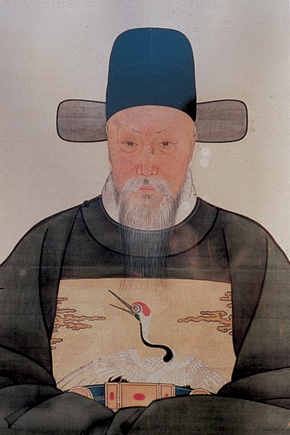
한당의 영수 김육

소현세자의 죽음과 강빈의 옥사, 봉림대군의 세자책봉과 왕위승계는 이러한 대립 속에서 이루어졌다. 그러나 병자, 정묘호란 이후 원칙론을 내세운 산림세력은 북벌을 주장했고 지나친 북벌 여론을 그는 부담스러워하게 된다.
2차례의 전란을 거치면서, 임진왜란 이후 다소 수습된 국가 기강과 경제는 파탄 상태로 빠지는 한편, 정국은 친청파와 배청파로 분화·대립해 혼란스러워졌다. 특히 서인의 분화는 가속화하여 김자점(金自點)을 영수로 하는 낙당(洛黨)과 원두표를 중심으로 한 원당(原黨), 김집·김장생·송시열 등의 산당(山黨), 김육(金堉) 등의 한당(漢黨)이 형성되었다. 인조 말년 김자점은 외척으로서 친청세력을 규합하여 정권을 장악했고, 이에 반해 산당을 중심으로 반청친명사상과 북벌론이 강화되어 광범위한 여론이 형성되었다.
1635년(인조 13년) 정비 인렬왕후가 죽자 3년 후인 1638년(인조 16년) 왕비간택령을 내려, 그해 10월 당시 14세인 인천 부사 조창원의 딸 장렬왕후를 간택하여 가례를 올렸다. 그러나 인조는 그로부터 10년 뒤에 사망하고 아들과 며느리보다 나이 어린 계비는 후일 복상과 예송 등의 문제를 야기하게 된다.

#### 최후
1641년에는 군량조달을 위해 납속사목(納粟事目)을 발표하고, 납속자에 대한 서얼허통(庶孽許通) 및 속죄(贖罪)를 실시했다. 그러나 재정 조달은 확충되지 않았고, 산림 세력의 북벌론에 인조는 피로감을 느끼게 된다. 1644년(인조 22년) 명나라 황제 숭정제가 자결하자 황제의 사망 소식을 듣고 뭇 신하를 거느리고 슬퍼하여 상복을 입고, 진위사(陳慰使)와 진향사(進香使)를 남명 조정에 파견하였다.
1644년 11월 볼모에서 석방된 소현세자가 귀국하였으나 3일만에 죽었다. 인조실록에서는 독살설이 제기되었으나 승정원일기에서는 이미 세자가 폐렴을 앓고 있다는 기록이 있었다.  세자가 죽자 조정은 세자 책봉 문제로 시끄러웠는데, 산림은 소현세자의 아들 석철을 세손으로 책봉해야 된다고 하였으나 그는 이 의견을 물리치고 봉림대군을 세자로 책봉한 뒤 소현세자빈 강씨를 사사(賜死)하였다.
사림의 계속된 북벌 요구와 현실적으로 불가능한 일이라는 것을 인식하던 인조는 1646년 그는 친청파 인사인 김자점의 손을 들어주게 된다.
이후 군제를 정비하여 총융청과 수어청 등을 신설하였으며, 북쪽 변방의 연해 방위를 위하여 평안도, 황해도, 함경도의 여러 곳에 진(鎭)을 신설하였다. 또한 서적 간행에 힘써 《황극경세서(皇極經世書)》 《동사보편(東史補編)》 《서연비람(書筵備覽)》 등의 서적도 간행하였다.
1649년 (인조 27년) 손자 연(棩)(현종)을 왕세손으로 책봉하였다. 1649년 초 병석에 누웠다가 그해 5월 8일 새벽에 적장자인 왕세자 효종 내외를 찾지 않고 서녀 효명옹주와 서자 숭선군 낙선군을 찾았다. 인조는 왕세자 효종 앞에서 효명옹주와 숭선군 낙선군을 벌하지 말고 죽는 순간까지 친형제 지간처럼 사이좋게 지내고 많이 도와주라는 유언을 남기고 결국 이날 유시(오후 5시~7시)에 창덕궁 대조전 동침에서 55세를 일기로 승하 하였다.

### 능묘

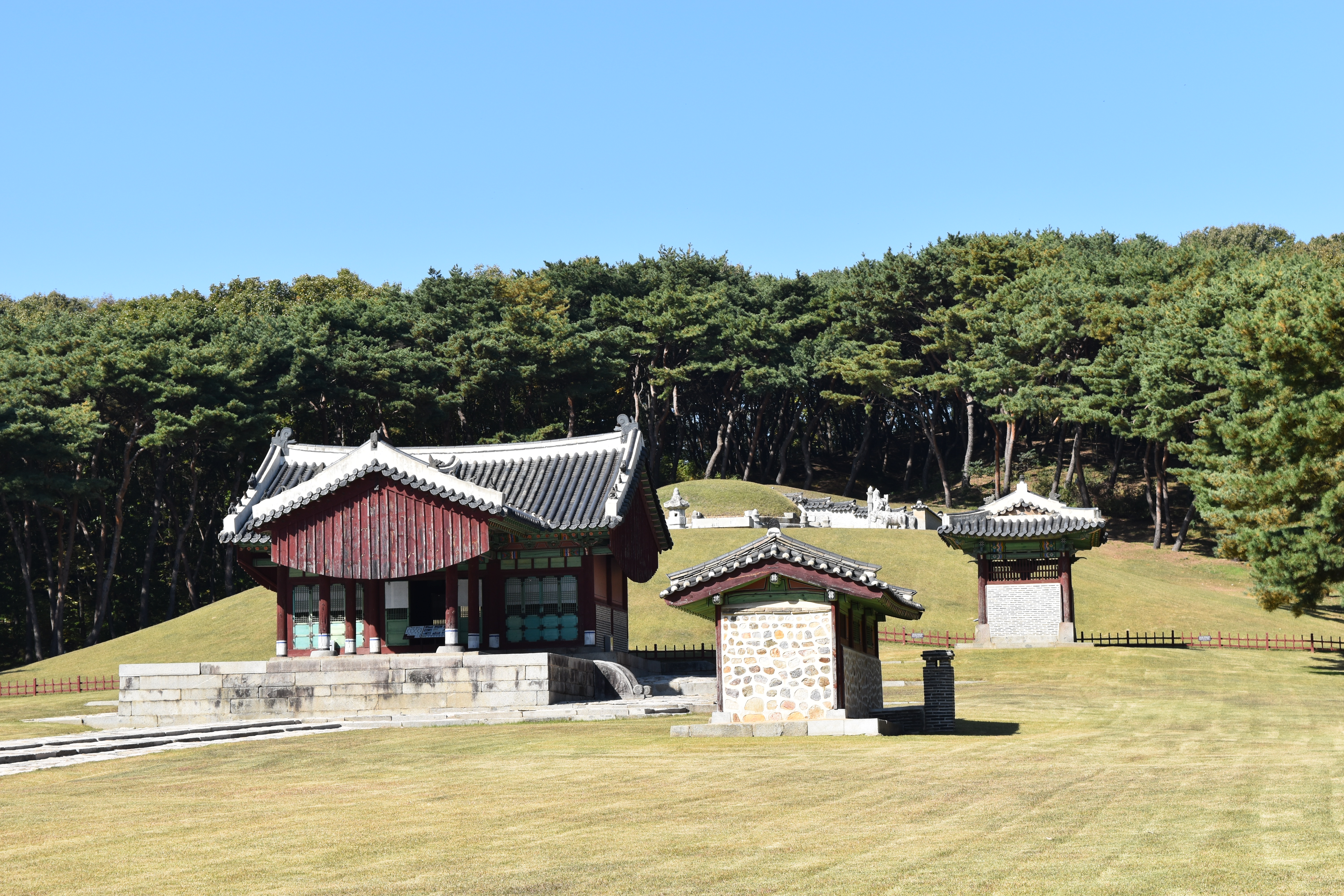
장릉

능은 경기도 파주시 탄현면 갈현리에 있는 장릉(長陵)이다. 인조와 그의 원비 인렬왕후가 같이 합장된 릉이다. 인조 13년 1635년 12월 9일 산후병으로 42세의 나이로 인렬왕후가 승하하자 능호를 장릉이라 하고 이듬해 1636년 4월 12일 파주 운천리의 언덕에 능을 조성하였다. 인조는 장릉을 조성하면서 오른쪽에 미리 자신의 능을 마련해 두었다가 인조 27년 1649년 1월 30일 승하한 후 그곳에 묻혔다.
그러나 후에 화재가 일어나고 뱀과 전갈이 능 주위로 무리를 이루어 석물 틈에 집을 짓는 등 이변이 계속되어 영조 7년 1731년 8월 30일 천장을 결정하고 현재의 파주시 탄현면 갈현리로 옮겼다.

### 묘호와 시호
1649년(효종 원년) 6월 24일(음력 5월 15일)에 열조(烈祖)의 묘호를 받았으나, 8일 뒤 인조(仁祖)로 개정되었다.
묘호를 바꿀 당시 논란이 있었는데 '열' 자가 남당 서지고의 묘호라 하여 고쳐야 한다는 주장을 따르자 촉한의 유비도 사용한 묘호라 하여 고치지 말 것을 청했다. 심대부는 조(祖)와 종(宗) 사이에 우열이 있는 것이 아니며 선왕인 세조와 선조의 묘호도 옳지 않다고 주장했고 유계는 인종의 묘호와 겹치니 협의를 분별하는 뜻이 없다고 주장했다. 조빈도 남송 고종이 북송 휘종의 대통을 이었으니 조로 칭할 수 없다 하여 종이라 칭했으며 후한 광무제는 따로 계승한 황제가 없으니 조를 사용했다며 역시 조의 칭호를 사용하지 말 것을 청했다. 이후에도 반대 여론이 있었으나 효종은 듣지 않고 묘호를 인조로 결정했다.
시호는 헌문열무명숙순효대왕(憲文烈武明肅純孝大王)이며 이후 존호를 더하여 정식 시호는 개천조운정기선덕헌문열무명숙순효대왕(開天肇運正紀宣德憲文烈武明肅純孝大王)이다.

### 평가
옛으로 보나 지금으로 보나 인조는 조선 최악의 왕 무능한 왕으로 평가받는다. 만약 그가 세계정세에 조금만 관심이 있었더라면 병자호란과 같은 참사는 일어나지 않았을 것이라는 평가도 잇따른다. 친명배청주의자인 인조가 즉위한 이후 조선은 외교 기조를 실리외교에서 친명외교로 바꾸었다. 그래서 광해군의 밀명을 받아 청에게 항복했던 강홍립, 박난영의 일가친척을 전부 몰살시켰고 척화파를 중용하였다.
그리고 인조는 청을 형의 나라로 인정하겠다고 타협책을 제시한 후 강홍립의 숙부인 강인을 가짜 형조판서로 꾸며 회답서를 보냈으나 이 문서엔 명이 내려준 연호를 사용하는 등 청을 자극하는 내용이 담겨 있었다. 이에 분노한 청나라 사신은 4만 필의 옷감과 소 4천 마리를 제공하지 않으면 화의는 없다고 강경한 태도를 보였다. 조선은 할 수 없이 이 조건을 받아들였다.
다른 일화도 있다. 병자호란 중에 청나라가 포위된 남한산성을 향해 "임금의 아우와 대신을 인질로 보내면 항복의 의미로 받아들이고 병력을 물리겠다"고 제안하자 인조는 다른 사람을 보냈으나 용골대가 본인들이 아님을 알아차리고 이번엔 세자를 요구했다. 이처럼 인조는 가볍게 넘어갈 수 있는 일들에서도 꼭 손해를 보았다.

## 가족 관계
| 조선 제16대 국왕 | 인조대왕 仁祖大王 | 출생                                                          | 사망                                                           |
| 조선 제16대 국왕 | 인조대왕 仁祖大王 | 1595년 11월 27일 (음력 11월 7일) 조선 황해도 해주 정원군 잠저 | 1649년 6월 7일 (음력 5월 8일) (53세) 조선 한성부 창덕궁 대조전 |

|    |                                                   | 본관 | 생몰년          | 부모                                                                    | 비고                   |
| -- | ------------------------------------------------- | ---- | --------------- | ----------------------------------------------------------------------- | ---------------------- |
| 부 | 원종대왕 元宗大王 정원군 定元君                   | 전주 | 1580년 - 1619년 | 선조대왕 宣祖大王 인빈 김씨 仁嬪 金氏                                   | 인조 10년(1632년) 추존 |
| 모 | 인헌왕후 구씨 仁獻王后 具氏 연주군부인 連珠郡夫人 | 능성 | 1578년 - 1626년 | 능안부원군 구사맹 綾安府院君 具思孟 평산부부인 신지향 平山府夫人 申芝香 | 인조 10년(1632년) 추존 |

| 시호 | 시호                                                  | 본관 | 생몰년          | 부모                                                                          | 비고 |
| ---- | ----------------------------------------------------- | ---- | --------------- | ----------------------------------------------------------------------------- | ---- |
| 정비 | 인열왕후 한씨 仁烈王后 韓氏                           | 청주 | 1594년 - 1636년 | 서평부원군 한준겸 西平府院君 韓浚謙 회산부부인 창원 황씨 檜山府夫人 昌原 黃氏 |      |
| 계비 | 장렬왕후 조씨 莊烈王后 趙氏 자의대왕대비 慈懿大王大妃 | 양주 | 1624년 - 1688년 | 한원부원군 조창원 漢原府院君 趙昌遠 완산부부인 전주 최씨 完山府夫人 全州 崔氏 |      |

| 작호 | 작호                | 본관 | 이름            | 생몰년                        | 부모                | 비고                       |
| ---- | ------------------- | ---- | --------------- | ----------------------------- | ------------------- | -------------------------- |
| 귀인 | 귀인 조씨 貴人 趙氏 | 순창 |                 | ? - 1651년                    | 조기 趙琦 한옥 漢玉 | 효종 2년(1651년) 사사됨    |
| 귀인 | 귀인 장씨 貴人 張氏 | 덕수 | 1619년 - 1671년 | 장류 張留 한산 이씨 韓山 李氏 |                     |                            |
| 숙의 | 숙의 나씨 淑儀 羅氏 | 미상 | 미상            | 미상                          |                     |                            |
| 숙의 | 숙의 박씨 淑儀 朴氏 | 미상 | 미상            | 미상                          |                     |                            |
| 상궁 | 상궁 이씨 尙宮 李氏 | 미상 | 정민 貞敏       | 미상                          | ? - 1643년          | 조귀인 무고사건으로 사사됨 |
| 궁인 | 궁인 이씨 宮人 李氏 | 고성 |                 | 미상                          | 이성길 李成吉       | 인열왕후에 의해 쫓겨남     |

| 작호 | 작호                                | 이름            | 생몰년          | 생모          | 배우자                          | 비고        |
| ---- | ----------------------------------- | --------------- | --------------- | ------------- | ------------------------------- | ----------- |
| 1    | 소현세자 昭顯世子                   | 왕 汪           | 1612년 - 1645년 | 인열왕후 한씨 | 민회빈 강씨 閔懷嬪 姜氏         |             |
| 2    | 효종대왕 孝宗大王 봉림대군 鳳林大君 | 호 淏           | 1619년 - 1659년 | 인열왕후 한씨 | 인선왕후 장씨 仁宣王后 張氏     | 제17대 국왕 |
| 3    | 인평대군 麟坪大君                   | 요 㴭           | 1622년 - 1658년 | 인열왕후 한씨 | 복천부부인 오씨 福川府夫人 吳氏 |             |
| 4    | 용성대군 龍城大君                   | 곤 滾           | 1624년 - 1629년 | 인열왕후 한씨 |                                 |             |
| -    | 대군                                |                 | 1629년 - 1629년 | 인열왕후 한씨 |                                 |             |
| -    | 대군                                | 1635년 - 1635년 |                 | 인열왕후 한씨 |                                 |             |
| 5    | 숭선군 崇善君                       | 징 澂           | 1639년 - 1690년 | 귀인 조씨     | 영풍군부인 신씨 永豊郡夫人 申氏 |             |
| 6    | 낙선군 樂善君                       | 숙 潚           | 1641년 - 1695년 | 귀인 조씨     | 동원군부인 김씨 東原君夫人 金氏 |             |

| 작호 | 작호              | 생몰년          | 생모          | 배우자                      | 비고                    |
| ---- | ----------------- | --------------- | ------------- | --------------------------- | ----------------------- |
| -    | 공주              | 1626년 - 1626년 | 인열왕후 한씨 |                             |                         |
| 1    | 효명옹주 孝明翁主 | 1638년 - 1700년 | 귀인 조씨     | 낙성위 김세룡 洛城尉 金世龍 | 효종 2년(1651년) 폐서인 |

## 기타

### 소현세자 독살 사건
1645년초 석방되어 귀국한 소현세자는 부왕과 언쟁, 갈등하다가 그해 갑자기 사망한다. 소현세자의 죽음의 원인은 독살로, 진원군 이세완 내외가 확인한 바에 의하면 독살 증상이 나타나 있었다. 이후 확증은 없으나 그가 소현세자를 독살했다는 의혹이 꾸준히 제기되고 있다.

### 삼전도비
병자호란과 정축하성 이후 청나라에서는 인조에게 대청황제 공덕비를 세울 것을 명하였다. 신하들은 모두 꺼려하였으나 결국 이경석이 자처하여 삼전도비의 비문을 쓰게 되었다. 이는 조선의 사대부들에게는 치욕적인 상징물로 남게 된다.

## 인조가 등장한 작품

### 드라마/게임
- 《대명》 (KBS, 1981년, 배우:김동훈)
- 《회천문》 (MBC, 1986년~1987년, 배우:유인촌)
- 《서궁》 (KBS, 1995년, 배우:박진형)
- 《역사극장》 (EBS, 2003년, 배우:김영기)
- 《왕의 여자》 (SBS, 2003년~2004년, 배우:안홍진)
- 《쾌도 홍길동》 (KBS, 2008년, 배우:장근석)
- 《일지매》 (SBS, 2008년, 배우:김창완)
- 《최강칠우》 (KBS, 2008년, 배우:최정우)
- 《탐나는도다》 (MBC, 2009년, 배우:이병준)
- 《추노》 (KBS, 2010년, 배우:김갑수)
- 《마의》 (MBC, 2012년~2013년, 배우:선우재덕)
- 《궁중잔혹사 - 꽃들의 전쟁》 (JTBC, 2013년, 배우:이덕화)
- 《삼총사》 (tvN, 2014년, 배우:김명수)
- <SNL게임즈> (tvn, 2014년, 김민교)
- 《화정》 (MBC, 2015년, 배우:김재원)
- 《조선로코 - 녹두전》 (KBS2, 2019년, 배우:강태오)
- 《보쌈 - 운명을 훔치다》 (MBN, 2021년, 배우:이민재)
- 《연인》 (MBC, 2023년, 배우:김종태)

### 영화
- 《인목대비》 (영화, 1962년, 배우: 신영균)
- 《인조반정》 (영화, 1967년, 배우: 신영균)
- 《남한산성》 (영화, 2017년, 배우: 박해일)
- 《올빼미》 (영화, 2022년, 배우: 유해진)

## 같이 보기
| - 인조반정 - 병자호란 - 조선왕조실록 - 조선 왕 가계도 - 이괄의 난 - 강빈 옥사 - 능창대군 - 능원대군 - 능풍군 - 남한산성 - 정축하성 - 삼학사 | - 북벌론 - 남한산성 - 삼전도비 - 삼전도 - 구굉 - 구성 - 구사맹 - 소현세자 - 한준겸 - 조창원 - 이괄 - 이귀 - 한명련 | - 인빈 김씨 - 장릉 - 정묘호란 - 삼전도비 - 도르곤 - 청 태종 - 김자점 |